# Skai Jackson
Skai Syed Jackson (Staten Island, Nueva York; 8 de abril de 2002) es una actriz estadounidense, conocida principalmente por su papel de Zuri Ross en la serie de Disney Channel, Jessie.

## Vida personal

### Disputas legales
En marzo de 2020, Jackson presentó documentos judiciales para una orden de alejamiento contra la rapera Bhad Bhabie alegando que la había acosado. La petición fue concedida temporalmente y luego Jackson la retiró.
El 8 de agosto de 2024, Jackson fue arrestada bajo sospecha de agresión doméstica, pero finalmente fue liberada sin cargos sobre la mencionada sospecha.

## Carrera
Nació en Nueva York el 8 de abril de 2002. La familia de Jackson es originaria de Islas de la Bahía, en Honduras. Jackson se identifica con sus raíces hondureñas, llamándose a sí misma "Reina Hondureña". Comenzó su carrera como modelo infantil apareciendo en numerosos comerciales nacionales, incluyendo vendas Band-Aid.
Su primer papel importante en la actuación fue en la película independiente Liberty Kid (2007). Seguido de otras películas como Rescue Me (2008) y The Rebound (2009). En 2009, fue elegida miembro de la preescolar serie animada de Nickelodeon Bubble Guppies interpretando el papel de Pez Pequeño. De 2010 a 2011 fue actriz invitada en la serie de televisión Team Umizoomi, Royal Pains y Boardwalk Empire. También tuvo pequeños papeles en las películas de 2011 Arthur y Los Pitufos.
En 2011, fue elegida como Zuri Ross en la serie de Disney Channel Jessie protagonizada por Debby Ryan.
Su papel más reciente fue en el spin-off de Jessie, Bunk'd (en España "Campamento Kikiwaka” y en  Latinoamérica "Acampados").

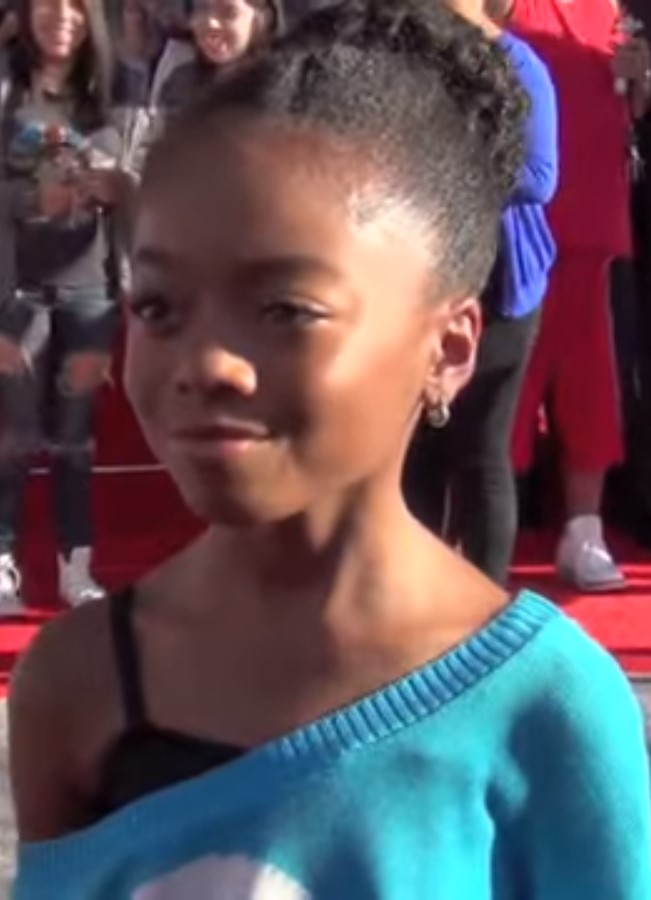
Jackson en 2013.

## Filmografía
| Año       | Título                       | Personaje            | Notas                                                        |
| --------- | ---------------------------- | -------------------- | ------------------------------------------------------------ |
| 2007      | Liberty Kid                  | Destiny - 3 años     | Película Independiente                                       |
| 2008      | Rescue Me                    | Niña                 | Cortometraje                                                 |
| 2009      | The Rebound                  | Niña en el Museo 1   | Largometraje                                                 |
| 2009-2010 | Bubble Guppies               | Pez pequeño          | Temporada 12                                                 |
| 2010      | Team Umizoomi                | Kayla                | Episodio: "The Rolling Toy Parade"                           |
| 2010      | Royal Pains                  | Maddie Phillips      | Episodio: "Big Whoop"                                        |
| 2011      | Arthur                       | Niña (no acreditada) | Largometraje                                                 |
| 2011      | Los Pitufos                  | Cameo                | Largometraje                                                 |
| 2011      | Boardwalk Empire             | Aneisha              | Episodio: "What Does the Bee Do?"                            |
| 2012      | G.I. Joe 2: Retailation      | Hija De Roadblock    |                                                              |
| 2011–15   | Jessie                       | Zuri Ross            | Rol principal; Disney Channel Original Series                |
| 2012      | Austin & Ally                | Zuri Ross            | Austin & Jessie & Ally all Star New Year (Temp. 2 Ep.16)     |
| 2013      | ¡Buena suerte, Charlie!      | Zuri Ross            | "Good Luck Jessie: NYC Christmas" (temporada 4: episodio 17) |
| 2013      | Ultimate Spider-Man          | Zuri Ross            | Voz, Episodio "Noche de Halloween en el Museo"               |
| 2013      | The Watsons go to Birmingham | Joetta Watson        | Película de Hallmark Channel                                 |
| 2014      | My Dad's a Soccer Mom        | Lacy Casey           | Película                                                     |
| 2015-2018 | Bunk'd                       | Zuri Ross            | Rol principal (Temp. 1-3)                                    |
| 2020      | Dancing with the Stars       | Ella misma           | Reality Show ABC                                             |